# Ganfeng Lithium
Ganfeng Lithium Group («Ганьфэн Литиум Груп») — китайская горнодобывающая, химическая и металлургическая компания; крупнейший в стране производитель литиевой соли и второй по величине производитель литиевой продукции в КНР, после Tianqi Lithium. Штаб-квартира расположена в городе Синьюй (провинция Цзянси). Контрольный пакет акций Ganfeng Lithium принадлежит миллиардеру Ли Лянбиню, который входит в число богатейших людей страны.

## История
Компания была основана в 2000 году бизнесменами Ли Лянбинем и Ли Хуабяо в городе Синьюй. В 2003 году Ganfeng Lithium построила свой первый завод по производству металлического лития, в 2004 году — первую линию по производству н-Бутиллития, в 2005 году — лабораторию по разработке лепидолита, в 2007 году — линию по извлечению хлорида лития из рапы, в 2009 году — линию по извлечению карбоната лития из рапы. В августе 2010 года Ganfeng Lithium провела IPO на Шэньчжэньской фондовой бирже, став первой в Китае публичной литиевой компанией.
В 2011 году Ganfeng Lithium инвестировала в канадскую сырьевую группу International Lithium Corporation, в 2013 году построила завод по переработке литиевой соли. В 2014 году компания инвестировала в проект по добыче литий-калийного рассола Мариана в Аргентине и проект по добыче сподумена Blackstar в Ирландии, а также основала дочернюю компанию Ganfeng Battery Technology и начала производство гидроксида лития. В 2015 году Ganfeng Lithium инвестировала в австралийскую компанию Reed Industrial Minerals, которая разрабатывала сподуменовый проект Маунт-Мэрион. 
В 2016 году была куплена компания Jiangxi Western Resources Lithium Industry (добыча сподумена в Нинду) и основана компания Jiangxi Ganfeng Recycling Technology (переработка отработанных аккумуляторов). В 2017 году Ganfeng Lithium инвестировала в сырьевые компании Pilbara Minerals (Австралия) и Lithium Americas Corporation (Канада), а также начала производить литиевые аккумуляторы для электромобилей. В 2018 году компании Ganfeng Lithium и Lithium Americas Corporation создали совместное предприятие по разработке проекта литиевой рапы Minera Exar в Аргентине.
В октябре 2018 года компания провела IPO на Гонконгской фондовой бирже. В 2019 году Ganfeng Lithium инвестировала в компанию Bacanora Lithium (Великобритания) и купила 22,5 % акций в Sonora Lithium (производство литиевой глины в Мексике). В 2021 году Ganfeng Lithium приобрела за 130 млн долларов 50 % акций литиевого рудника Гуламина в малийской провинции Сегу, создав совместное предприятие с австралийской группой Firefinch, а также приобрела компанию Guangdong Huichuang New Energy. В 2022 году рыночная капитализация Ganfeng Lithium достигла 26 млрд долларов.

## Деятельность
Ganfeng Lithium Group занимается добычей литиевого сырья, переработкой литиевой соли, производством литиевых соединений, выплавкой металлического лития, производством и переработкой литиевых аккумуляторов. Основные сырьевые ресурсы сконцентрированы в аргентинских провинциях Сальта и Жужуй: дочерняя компания Lithea, которая управляет тремя литиевыми рудниками, и проект Arena Sal de la Puna (совместное предприятие компаний Ganfeng Lithium и Lithium Americas Corporation). Кроме того, компания имеет доли в проектах по разработке литиевого сырья в Западной Австралии, Мали, США, Мексике, Ирландии и Китае.
Среди крупнейших клиентов Ganfeng Lithium — компании Tesla, BMW, Volkswagen, Dongfeng Motor, FAW Group, LG Chem и Samsung Electronics.
По итогам 2022 года основные продажи Ganfeng Lithium пришлись на литиевые соединения и металлы (82,7 %), а также на литиевые аккумуляторы (15,5 %). Крупнейшим рынком сбыта был Китай (66 %).

### Структура
В состав Ganfeng Lithium входят:
- Предприятия по добыче сырья
  - Добыча лития из соленых озёр в Манъя, Илипине и Балунь-Махай (Цинхай, КНР), Цзябуси (Внутренняя Монголия, КНР), Олароз-Каучари (Жужуй, Аргентина), Мариане и Инкауаси (Сальта, Аргентина);
  - Добыча лития из солёной глины в Соноре (Мексика);
  - Добыча сподумена в Нинду и Шанжао (Цзянси, КНР), Маунт-Мэрионе и Пилгангуре (Западная Австралия), Финниссе (Южная Австралия), Авалонии (Ирландия) и Гуламине (Мали);
- Предприятия по выплавке металлического лития в Фэнсине и Ичуне (Цзянси, КНР);
- Предприятия по производству соединений лития (карбонат лития, гидроксид лития, хлорид лития и бутиллитий) в Махуне, Нинду и Фэнчэне (Цзянси, КНР);
- Предприятие по производству литиевой соли высокой чистоты в Сычуане (КНР);
- Предприятия по производству литиевых аккумуляторов в Синьюе (Цзянси, КНР), Дунгуане и Хойчжоу (Гуандун, КНР), Нинбо (Чжэцзян, КНР), Сучжоу (Цзянсу, КНР) и Чунцине (КНР);
- Предприятия по переработке аккумуляторов в Синьюе и Фэнсине (Цзянси), а также в Сычуане (КНР);
- Научно-исследовательский центр в Нинбо (Чжэцзян, КНР).

Основные зарубежные активы — мексиканская компания Sonora Lithium (100 %), австралийская компания Reed Industrial Minerals (50 %), аргентинская компания Minera Exar (46,67 %), канадская компания Lithium Americas Corporation (9,4 %), австралийские компании Pilbara Minerals (6,16 %) и Core Lithium (4,87 %). Среди китайских активов — компании Ximei Resources Holding (16,7 %) и Ganzhou Teng Yuan Cobalt New Material (7,64 %).

### Продукция
Основная продукция Ganfeng Lithium: гидроксид лития и карбонат лития для аккумуляторных батарей, литиевая фольга, литиевые сплавы, соединения цезия и рубидия, аккумуляторы для автомобилей, погрузчиков, роботов-пылесосов, мобильных телефонов, ноутбуков, планшетов, наушников и умных браслетов, промышленные системы накопления энергии и катодные материалы.

## Акционеры
Крупнейшими акционерами Ganfeng Lithium являются Ли Лянбинь (7,86 %), Baillie Gifford & Co. (7,08 %), GIC Private Limited (5,68 %), China Merchants Fund Management (4,8 %), Samsung Asset Management (4,12 %), BlackRock (3,95 %), Ван Сяошэнь (2,94 %), China Universal Asset Management (2,28 %), The Vanguard Group (2,14 %), Zhong Ou Asset Management (1,92 %), HSBC Jintrust Fund Management (1,83 %), China Asset Management (1,61 %), TD Asset Management (1,6 %), ABC-CA Fund Management (1,37 %), Mirae Asset Global Investments (1,35 %), Invesco Advisers (1,3 %), Шэнь Хайбо (1,27 %) и Van Eck Associates (1,21 %).